# Кевин Митник
Кевин Митник (енгл. Kevin Mitnick; Лос Анђелес, 6. август 1963 — Лас Вегас, 16. јул 2023) био је најпознатији као хакер осуђен за своју делатност. ФБИ га је ухапсио 15. фебруара 1995. године након Митниковог упада у велике рачунарске системе Мотороле, Фуџицуа, Нокије и Сан мајкросистемса.Након добро објављене потере, ФБИ је ухапсио Митника у његовом стану у Ралију, Северна Каролина, због федералних прекршаја везаних за период од две и по године хаковања рачунара.Пронађен је са клонираним мобилним телефонима, више од 100 кодова клонираних мобилних телефона и вишеструким лажним идентификацијама. Пуштен је на слободу 21. јануара 2000. Митнику је дијагностикован Аспергеров синдром, али то није коришћено као доказ на његовом суђењу. Митникова потера, хапшење, суђење и казна заједно са повезаним новинарством, књигама и филмовима били су контроверзни.. Иако је Митник осуђен за незаконито копирање софтвера, његове присталице тврде да је његова казна била претерана и да су многе оптужбе против њега биле лажне и нису засноване на стварним губицима.
Интересатан детаљ је то да Митникова стручност спада пре у домен манипулације (social engineering) него у способност рада на рачунарима. Издао је две књиге: „Уметност обмане“ 2002. у сарадњи са Вилијамом Л. Сајмоном и Стивом Вознијаком и „Уметност упада“ 2005. такође у сарадњи са Вилијамом Л. Сајмоном.
Водио је фирму за обезбеђење Mitnick Security Consulting, LLC. Био је такође главни директор за хакирање и сувласник компаније за обуку о свести о безбедности KnowBe4, као и активни члан саветодавног одбора у Zimperium, фирми која развија мобилни систем за спречавање упада.

## Младост и образовање
Митник је рођен у Ван Најсу, Калифорнија, 6. августа 1963. године. Одрастао је у Лос Анђелесу и похађао средњу школу Џејмс Монро у Лос Анђелесу, Калифорнија, током којег је постао радио-аматер и одабрао надимак „Кондор“ након што је одгледао филм Три дана Кондора. Касније је уписан на колеџ Пирс у Лос Анђелесу и Универзитет Јужне Каролине. Једно време је радио као рецепционер за Stephen S. Wise Temple.Његова компанија Mitnick Security Consulting је са седиштем у Лас Вегасу, Невада где тренутно живи.